# Clematis subtriloba
Clematis subtriloba är en ranunkelväxtart som beskrevs av Christian Gottfried Daniel Nees von Esenbeck och George Don jr. Clematis subtriloba ingår i släktet klematisar, och familjen ranunkelväxter. Inga underarter finns listade i Catalogue of Life.